# Onorificenze del Montenegro
Elenco delle onorificenze e degli ordini di merito e cavallereschi distribuiti dal Principato e poi dal Regno del Montenegro.
Con la caduta del regime monarchico la concessione di medaglie ed onorificenze appartenenti al periodo regio è cessata, sebbene continui a sopravvivere la concessione degli ordini di collazione familiare in forma privata.

## Principato e Regno del Montenegro

### Ordini cavallereschi
| nastro | Onorificenza                        |
| ------ | ----------------------------------- |
|        | Ordine di San Pietro di Cettigne    |
|        | Ordine del Principe Danilo I        |
|        | Ordine dei Petrović-Njegoš          |
|        | Ordine della Croce Rossa            |
|        | Ordine della Libertà del Montenegro |

### Medaglie commemorative
| nastro | Onorificenza                                                                                                 |
| ------ | --- |
|        | Medaglia della battaglia di Grahovac                                                                         |
|        | Medaglia della guerra di liberazione e d'indipendenza (1875-1878)                                            |
|        | Medaglia commemorativa del 40º anniversario di regno di Nicola I del Montenegro (Medaglia al lungo servizio) |
|        | Medaglia commemorativa del matrimonio del principe Danilo                                                    |
|        | Medaglia del giubileo d'oro di Nicola I del Montenegro                                                       |
|        | Medaglia dell'alleanza balcanica                                                                             |
|        | Medaglia delle guerre balcaniche                                                                             |
|        | Medaglia della Croce Rossa                                                                                   |

### Medaglie di merito
| nastro | Onorificenza                                              |
| ------ | --------------------------------------------------------- |
|        | Medaglia di Obilić (Medaglia al coraggio di Miloš Obilić) |
|        | Medaglia al coraggio                                      |
|        | Medaglia al merito (anche Medaglia allo zelo)             |

## Repubblica del Montenegro

### Ordini cavallereschi
| nastro | Onorificenza                                                                    |
| ------ | ------------------------------------------------------------------------------- |
|        | Ordine della Repubblica del Montenegro (Orden Republike Crne Gore) 2005         |
|        | Ordine della Grande Stella Montenegrina (Orden Crnogorske velike zvijezde) 2005 |
|        | Ordine della Bandiera Montenegrina (Orden Crnogorske zavaste) 2005              |
|        | Ordine al Coraggio (del Montenegro) (Orden za hrabrost) 2005                    |
|        | Ordine del Lavoro (del Montenegro) (Orden rada) 2005                            |
|        | Ordine dell'Independenza (del Montenegro) (Orden Crnogorske nezavisnosti) 2016  |

### Medaglie di merito
| nastro | Onorificenza                                             |
| ------ | -------------------------------------------------------- |
|        | Medaglia al Coraggio (Medalija za hrabrost) 2005         |
|        | Medaglia all'Umanitarismo (Medalija covjekoljublja) 2005 |
|        | Medaglia di Merito (Medalija za zasluge) 2005            |